# Entobdella soleae
Entobdella soleae är en plattmaskart. Entobdella soleae ingår i släktet Entobdella och familjen Capsalidae. Inga underarter finns listade i Catalogue of Life.